# Liste der Monuments historiques in Pointis-Inard
Die Liste der Monuments historiques in Pointis-Inard führt die Monuments historiques in der französischen Gemeinde Pointis-Inard auf.

## Liste der Bauwerke
| Bezeichnung       | Beschreibung              | Standort | Kennzeichnung | Schutzstatus | Datum | Bild           |
| ----------------- | ------------------------- | -------- | ------------- | ------------ | ----- | -------------- |
| Kapelle St-Sernin | Erbaut im 12. Jahrhundert | (Lage)   | PA00094424    | Inscrit      | 1979  | weitere Bilder |